# Ny Holbækvej
Ny Holbækvej er en to-sporet vej mellem omfartsvejen Rødhøj syd for Grevinge og landsbyen Gundestrup på Odsherred.
Vejen krydser over Odsherredvej, som den via rundkørsler og tilkørsler på hver side, har forbindelse til.